# Elgaria panamintina
Espèce
Synonymes
- Gerrhonotus panamintinus Stebbins, 1958

Statut de conservation UICN

 VU B1ab(iii); C2a(i) : Vulnérable
Elgaria panamintina est une espèce de sauriens de la famille des Anguidae.

## Répartition
Cette espèce est endémique de Californie aux États-Unis. Elle se rencontre dans la Panamint Range.

## Étymologie
Cette espèce est nommée en référence au lieu de sa découverte, la Panamint Range.

## Publication originale
- Stebbins, 1958 : A new alligator lizard from the Panamint Mountains, Inyo County, California. American Museum Novitates, no 1883, p. 1-27 (texte intégral).